# 栄性
栄性（えいしょう、明和5年4月14日（1768年5月29日） - 天保8年10月13日（1837年11月10日））は、真言宗豊山派における性相学の学僧である。俗姓は浦沢、幼名は又治郎、字は諦純。法諱は初めは栄慶、後に栄性と改めた。

## 生涯
明和5年（1768年）4月14日、信濃国更級郡八幡村（現・長野県千曲市）に生まれた。10歳の時に、水内郡金剛寺の栄寿のもとで出家する。天明5年（1785年）に豊山にのぼり、雲井坊蓮阿について性相学を研究した。寛政9年（1797年）に蓮阿について武州弘光寺に入り、寛政10年（1798年）9月にふたたび豊山にのぼり、研学にはげんだ。
享和3年（1803年）4月に勧学院の常役となり、また文化11年（1814年）5月には根来山に住み、48歳で権僧正となった。天保4年（1833年）10月4日に護持院と護国寺の住職となり、天保8年（1837年）10月13日、70歳で他界した。

## 業績
栄性の著作は11部13巻あり、因明研究書に『因明正理門論註釈』1巻があり、大谷大学に自筆本が残っている。この書は、日本における『因明正理門論』の注釈書として大変貴重である。